# Kameanuvatka, Șpola
Kameanuvatka (în ucraineană Кам'януватка) este un sat în comuna Lozuvatka din raionul Șpola, regiunea Cerkasî, Ucraina.

## Demografie
Componența lingvistică a localității Kameanuvatka
     Ucraineană (98,86%)
     Alte limbi (0,57%)
Conform recensământului din 2001, majoritatea populației localității Kameanuvatka era vorbitoare de ucraineană (98,86%), existând în minoritate și vorbitori de alte limbi.